# Ley de ayuda a los refugiados
El 7 de agosto de 1953, el presidente Eisenhower promulgó la Ley de Ayuda a los Refugiados de 1953, también conocida como Ley de Migración de Emergencia, para brindar ayuda a ciertos refugiados, huérfanos y otros fines.  Esta ley estaba destinada principalmente a personas del sur de Europa excluidas debido a los límites numéricos de las cuotas previstas en la Ley de Inmigración y Nacionalidad de 1952, ampliamente conocida como Ley McCarran-Walter.
La Ley de Ayuda a los Refugiados de 1953 fue la segunda ley de admisión y reasentamiento de refugiados de los Estados Unidos, después de la Ley de Personas Desplazadas de 1948, que expiró a finales de 1952.  En virtud de esta ley, 214.000 inmigrantes fueron admitidos en Estados Unidos, entre ellos 60.000 italianos, 17.000 griegos, 17.000 holandeses y 45.000 inmigrantes de países comunistas .  La ley fue diseñada para ayudar a quienes huyen de los países comunistas europeos, como la Unión Soviética y Alemania del Este. 

## Historia
En la década de 1950, Estados Unidos alentó a la gente a abandonar los países comunistas europeos.  Dado que la Ley McCarran-Walter (1952) no incluía disposiciones para los refugiados como categoría general, la política continuó llevándose a cabo mediante medidas improvisadas.  Además, mucha gente pensaba que la Ley McCarran-Walter era injusta e inadecuada para hacer frente al problema de los refugiados.  Por lo tanto, la Ley de Ayuda a los Refugiados de 1953 se promulgó en agosto de 1953 y expiró en 1956 para sortear las bajas cuotas para los respectivos países.
El senador Arthur V. Watkins de Utah fue el autor original de esta ley.  Más tarde, el senador Pat McCarran (demócrata por Nevada) cambió el nombre del proyecto de ley. A discreción de McCarran, había múltiples disposiciones que complicaban la determinación de la elegibilidad de los solicitantes. Estas enmiendas exigían que los posibles refugiados se sometieran a un exhaustivo control de seguridad, incluido un historial verificable de sus actividades durante dos años antes de la solicitud.  La forma final de la Ley de Ayuda a los Refugiados supuso una redención simbólica de la administración de Eisenhower, prometiendo una política de inmigración más liberal y evitando las complicaciones de la Ley McCarran-Walter. 
El proyecto de ley fue aprobado por la Cámara de Representantes por 221 votos contra 185, con el apoyo de la mayoría de los demócratas y una división equitativa entre los republicanos. Posteriormente, el proyecto de ley fue aprobado por el Senado de los Estados Unidos mediante votación oral, con la oposición del senador McCarran. El 7 de agosto de 1953, el presidente Eisenhower promulgó la ley. En una declaración sobre la firma de la Ley de Refugiados de 1953, el Presidente Eisenhower afirmó que "Al promulgar esta legislación, estamos dando una nueva oportunidad en la vida a 214.000 semejantes humanos. Esta acción demuestra una vez más la tradicional preocupación de Estados Unidos por las personas sin hogar, los perseguidos y los menos afortunados de otras tierras. Es un contraste dramático con los trágicos acontecimientos que tienen lugar en Alemania Oriental y en otras naciones cautivas".  En general, el Presidente consideró esta legislación de inmigración de emergencia como un importante acto humanitario que contribuiría a una mayor comprensión y una mejor cooperación entre las naciones libres del mundo. 
La Ley de Asistencia a Refugiados de 1953 tuvo como propósito facilitar la entrada a Estados Unidos de personas que huían de la persecución comunista, desastres naturales y conflictos armados, permitiéndoles establecerse en el país como inmigrantes. Además, esta ley abordó los problemas derivados de las presiones demográficas en Italia, Grecia y los Países Bajos al ampliar la posibilidad de inmigración para familiares de ciudadanos estadounidenses y residentes permanentes extranjeros. Otro aspecto importante de esta legislación fue la inclusión de la inmigración de huérfanos y la posibilidad de que ciertos extranjeros que ya se encontraban en Estados Unidos como no inmigrantes pudieran obtener la residencia permanente en el país. En resumen, la Ley de Asistencia a Refugiados de 1953 permitió la entrada de 214,000 inmigrantes sin verse afectados por las limitaciones de cuotas establecidas en la Ley McCarran-Walter.
La siguiente es una lista de distintos grupos de no ciudadanos que se beneficiaron de la Ley de Ayuda a los Refugiados de 1953: refugiados, fugitivos y expulsados alemanes.  La ley define a los refugiados como personas "... en un país o zona que no es comunista ni está dominada por comunistas, que debido a persecución, miedo a la persecución, calamidades naturales u operaciones militares se encuentra fuera de su lugar habitual de residencia y no puede regresar allí, que no haya sido reasentado firmemente y que necesite urgentemente asistencia para las necesidades básicas de la vida o para el transporte".  En resumen, los refugiados son individuos que carecen de elementos esenciales para vivir. Los desplazados son refugiados que han huido de la Unión de Repúblicas Socialistas Soviéticas u otras áreas comunistas de Europa debido a persecuciones o al temor de ser perseguidos por motivos de raza, religión u opinión política, y que no pueden regresar. Por último, los alemanes expulsados son refugiados étnicos de origen alemán que viven en la República Federal Alemana, en el sector occidental de Berlín o en Austria, y que nacieron y fueron expulsados por la fuerza de países como Albania, Bulgaria, Checoslovaquia, las Repúblicas Socialistas Soviéticas, Yugoslavia u otras áreas bajo el control de estos países, y que se espera que ocupen una parte de Alemania donde el ejército soviético tiene presencia.
La Ley enumera la asignación de visas especiales fuera de cuota. Por ejemplo, 186.000 de 214.000 eran refugiados, expulsados y fugitivos de la persecución comunista, los desastres naturales y las operaciones militares, tanto en Europa como en Asia, lo que lo convierte en el grupo receptor más grande.  Más concretamente, la ley expide 90.000 visas a refugiados, fugitivos y expulsados en la República Federal Alemana, el sector occidental de Berlín o en Austria; 10.000 visas para fugitivos en los países miembros de la Organización del Tratado del Atlántico Norte o Turquía, Suecia, Irán o el Territorio Libre de Trieste; 45.000 visas para refugiados en Italia; 15.000 visas para refugiados en Grecia, 15.000 visas para refugiados en los Países Bajos; 2.000 visas en el Cercano Oriente; 5.000 visas para refugiados en el Lejano Oriente, y otras 2.000 para cada uno de los veteranos polacos y refugiados chinos, independientemente de su lugar de residencia en el momento de la solicitud de la visa.  Es importante señalar que la sección 12 priorizó a "las personas cuyos servicios o habilidades se necesitan en los Estados Unidos" y a los padres, cónyuges e hijos de ciudadanos estadounidenses. 
Otro componente de la Ley de Ayuda a los Refugiados de 1953 fue la inmigración de huérfanos.  La Ley establece que no más de cuatro mil huérfanos elegibles en cualquier parte del mundo, adoptados en el extranjero o adoptados en los Estados Unidos por un ciudadano estadounidense y su cónyuge, pueden recibir visas de inmigrante bajo la Ley de Ayuda a los Refugiados. 
Para ser considerados para la admisión, los refugiados tenían que demostrar que tenían un lugar para vivir y trabajo garantizado por un residente estadounidense. Además, debían mostrar su historial político, es decir, demostrar su oposición al comunismo. También necesitaban el respaldo de un ciudadano estadounidense que certificara su identidad en los formularios de garantía especiales preparados por el Departamento de Estado. Los solicitantes también debían tener un trabajo asegurado en Estados Unidos, garantizar que regresarían a su país si eran expulsados de los Estados Unidos y pagar sus propios costos de viaje. 
Debido a la Ley de Ayuda a los Refugiados de 1953, varios miles de chinos que residían en los Estados Unidos el 7 de agosto de 1953 o antes eran elegibles para el ajuste de estatus a residencia permanente y ciudadanía. Además, la ley provocó la entrada de 2.777 refugiados chinos. 
En 1955, Edward Corsi, que había sido designado para administrar la ley, fue despedido como resultado de un conflicto con el Director de Seguridad del Departamento de Estado, Scott McLeod. El representante Francis Walter acusó a Corsi de asociación con un grupo afiliado a los comunistas. Corsi afirmó que la aplicación de la ley se vio obstaculizada por una "psicología de la seguridad" obsesiva y que los refugiados estaban siendo "investigados hasta la muerte". 